# Formicosepsis hamata
Formicosepsis hamata är en tvåvingeart som först beskrevs av Günther Enderlein 1920.  Formicosepsis hamata ingår i släktet Formicosepsis och familjen Cypselosomatidae.
Artens utbredningsområde är Taiwan. Inga underarter finns listade i Catalogue of Life.